# Buscapolo
El buscapolo es una herramienta que permite verificar si un determinado cable o conductor presenta diferencia de potencial (tensión) con respecto a la tierra física (por ejemplo, en los toma-corriente domiciliarios, individualiza qué cable es la "fase" o "vivo"). Consta de un circuito abierto compuesto por una o más lámparas, y posee puntas de contacto adecuadas para la búsqueda. 
Se los puede encontrar en forma de lámpara serie, o en forma de destornillador, siendo este último el más utilizado (destornillador neón).

## Utilización

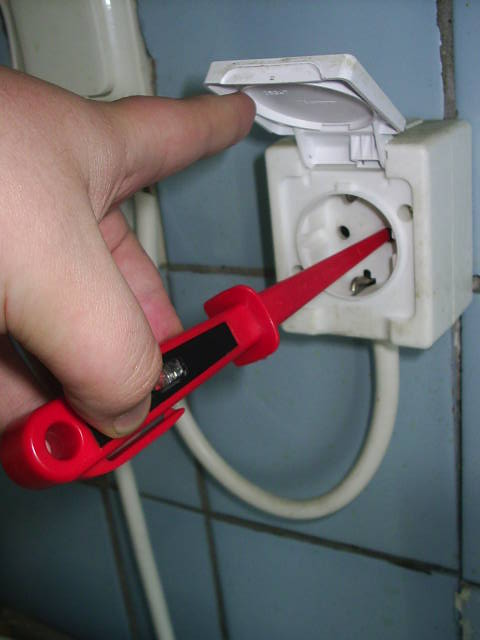
Prueba de fase.

La forma correcta de utilizar esta herramienta es haciendo contacto con la punta metálica en el conductor a analizar, y tocando al mismo tiempo con el dedo la otra punta del buscapolo.
Si la persona está en contacto con cualquier superficie que actúe como tierra (de cualquier manera, ya sea por estar descalzo o estando calzado por la reactancia capacitiva entre nuestro cuerpo y la tierra), se cierra de esa forma el circuito a través de nuestro cuerpo y se enciende así la lámpara. Se puede comprobar que no es estrictamente necesario estar en contacto directo con la tierra para que el buscapolo encienda su lámpara; si por ejemplo uno se sube a un material aislante como una silla, o directamente "salta" durante la prueba, podrá verificar que la lámpara no se apaga durante el tiempo que uno no está en contacto con la tierra. Esto evidencia que la circulación de corriente se produce también a través de la lámpara mientras se carga y descarga, alternativamente, el condensador formado por nuestro cuerpo y la tierra física.
No existe riesgo de recibir una descarga peligrosa a través del buscapolo, debido a que la resistencia de las lámparas internas es muy alta, y de esa manera circula una corriente muy pequeña, inocua para nuestro cuerpo, pero sí lo suficiente como para generar luminosidad.

## Concepto de polo eléctrico
No hay que confundir los conceptos: el buscapolo no individualiza el polo positivo, ya que este no existe como tal en un circuito de corriente alterna. La polaridad de un circuito de corriente alterna de 50/60 Hz (dependiendo de la región), como es la red eléctrica domiciliaria, cambia justamente unas 100/120 veces por segundo, de modo que nunca un cable puede ser el positivo y otro el negativo continuamente. Lo que sucede es que el buscapolo identifica el cable denominado "fase", el cual posee una diferencia de potencial oscilante con respecto a la tierra física. Se diferencia así del otro cable (en instalaciones monofásicas) denominado "neutro", el cual por encontrarse aterrizado (conectado a tierra) por las empresas de energía eléctrica, posee casi el mismo potencial eléctrico que la tierra física (en realidad, debido a la circulación de corriente y la resistencia propia de la tierra hasta el punto donde está aterrizado el neutro, suele haber pequeñas tensiones entre el cable neutro y la tierra, pero no suele superar los 5 V en el peor de los casos).
La individualización de la fase resulta muy útil cuando se realizan nuevas instalaciones eléctricas o derivaciones de circuitos existentes, ya que las normas prevén que los conductores de fase se diferencien de los de tierra y del neutro. Además, esta búsqueda sirve para individualizar averías o mal funcionamientos en los equipos y sus gabinetes metálicos.